# Universidade Nacional de Lomas de Zamora
A Universidade Nacional de Lomas de Zamora (Universidad Nacional de Lomas de Zamora, UNLZ) é uma  universidade pública argentina; fundada pela lei 19.888  de 13 de outubro de 1972, como parte do mesmo programa de ampliação da educação que levaria a fundação das universidades de  Jujuy, La Pampa, Catamarca, Entre Ríos, Luján, Misiones, Salta, San Juan, San Luis e Santiago del Estero.
Conta com mais de 42.000 alunos em numerosos cursos, algumas delas pioneiras na Argentina.
Fica localizada na cidade de Lomas de Zamora, Buenos Aires,  Ruta Provincial 4, Km 2